# Danssalongen
Danssalongen är en svensk dramafilm från 1955 i regi av Börje Larsson.

## Om filmen
Filmen premiärvisades 1 augusti 1955 på biograf Skandia i Stockholm. Den spelades in vid Nordisk Tonefilms ateljéer i Stockholm med exteriörer från Nationalpalatset (Nalen) på Regeringsgatan 74 i Stockholm av Kalle Bergholm. När filmen var klar visades den i en förpremiär för stampubliken på Nalen några dagar före ordinarie premiären.

## Rollista i urval
- Elof Ahrle - Viktor, ägaren till danssalongen Nalen
- Sonja Wigert - Ria, hans hustru
- Lars Ekborg - "Doggen" Andersson
- Gunvor Pontén - Sonja Gren, sångerska
- Lennart Lindberg - Bill, reklamchef på Nalen
- Ingrid Thulin - Cecilia
- Naima Wifstrand - Madame, Rias f.d. sånglärare
- Sten Gester - Bengt, anställd på Nalen
- Märta Dorff - "Ofelia"
- Mats Bahr - Oskar, anställd på Nalen
- Lasse Sarri - Georg
- Birgitta Olzon - Minna
- Hans Bergström - Göran
- Bengt Blomgren - Josef Ek, kapten i Frälsningsarmén
- Sonja Westerbergh - Marianne Stern, sångerska, elev hos Ria
- Gösta Prüzelius - Rolf Svensson, Doggens övervakare
- Gunnar "Siljabloo" Nilson - sång- och klarinettsolist
- McKay Brothers & Vera (VM-trion i jitterbug)
- Arne Domnérus orkester
- Rune "Musse" Rosenqvist på piano

## Musik i filmen
- För sent, kompositör Gunnar Lundén-Welden, text Gösta Rybrant, sång av Sonya Hedenbratt som dubbar Gunvor Pontén
- Did You Know You Stole My Heart (Om du är min hjärtevän), kompositör Gunnar Lundén-Welden, text Hello, framförs på engelska av Sonya Hedenbratt som dubbar Gunvor Pontén
- Smile Again, kompositör Charles Norman, text Hello, sång av Sonya Hedenbratt som dubbar Gunvor Pontén
- Ah, fors' è lui che l'anima solinga. ur La Traviata (Var det väl han, vars bild jag såg/Violettas aria. ur La Traviata), kompositör Giuseppe Verdi, italiensk text 1853 Francesco Maria Piave, svensk text 1868 Ernst Wallmark svensk text 1948 Sven Lindström svensk text 1961 Alf Henrikson, framförs på italienska av Margareta Hallin som dubbar Sonja Westerbergh
- Vissi d'arte, vissi d'amore. ur Tosca (Konst och skönhet jag ägnade livet/Toscas bön. ur Tosca), kompositör Giacomo Puccini, italiensk text 1900 Giuseppe Giacosa och Luigi Illica  svensk text 1904 Sven Nyblom, framförs på italienska av Margareta Hallin som dubbar Sonja Wigert
- Ah, je ris de me voir si belle. ur Faust (Ack, vad fröjd att i spegeln/Ah, vad fröjd, när jag ser min bild i spegeln där/Juvelarian. ur Faust), kompositör Charles Gounod, fransk text 1859 Jules Barbier och Michel Carré svensk text 1862  Ernst Wallmark, framförs på franska av Margareta Hallin som dubbar Sonja Wigert
- Ritorna vincitor. ur Aida (Vänd hem med segerns krans/Kom hem med segerns krans. ur Aida), kompositör Giuseppe Verdi, italiensk text 1871 Antonio Ghislanzoni svensk text 1880 Herbert Sundberg  svensk text 1951 Sven Lindström, sång av Margareta Hallin som dubbar Sonja Wigert
- Lyckans tårar, kompositör Gunnar Lundén-Welden, text Gösta Rybrant, sång av Sonya Hedenbratt som dubbar Gunvor Pontén
- Jitterbug Boogie, kompositör Gunnar Svensson och Rolf Blomquist
- Childhood, kompositör Rolf Blomquist, instrumental.
- A Hupfata (Klarinettpolka), instrumental.
- Om du trår, kompositör Charles Norman, text Carro Bergkvist, sång av Sonya Hedenbratt som dubbar Gunvor Pontén
- Für Elise, pianobagatell, a-moll, kompositör Ludwig van Beethoven, framförs på piano av Rune "Musse" Rosenqvist
- Majmarsch (Vi går sjungande framåt i striden), kompositör och text Gustav Emanuelsson
- Boogie, kompositör Gunnar Svensson, instrumental.
- Sil-ja-bloo, kompositör och text Gunnar "Siljabloo" Nilson, framförs av Gunnar "Siljabloo" Nilson
- Slowfox, kompositör Arne Domnérus, instrumental.
- Song of Paradise (Allt, du av mig kan begära, kompositör Reginald King, engelsk text Jack Popplewell svensk text 1942 Gardar, sång av Margareta Hallin som dubbar Sonja Wigert

## Musiktryck
- Lundén-Welden, Gunnar; Rybrant, Gösta (1955). För sent ur Nordisk Tonefilms "Danssalongen". Stockholm: Reuter & Reuter. Libris 3130995
- Lundén-Welden, Gunnar; Rybrant, Gösta (1955). Lyckans tårar ur Nordisk Tonefilms "Danssalongen". Stockholm: Reuter & Reuter. Libris 3134012

## Soundtrack
- Danssalongen: För sent. - Om du är min hjärtevän. - Lyckans tårar. - Om du trår mot en vår. Sonya Hedenbratt sjunger till Gunnar Lundén-Weldens Orkester. EP. Metronome MEP 137. 1955. — Återutg. på: Sonya Hedenbratt. CD-digipack. Vax Records 1031-1032.

## DVD
- Danssalongen. DVD. Klubb Super 8 video, Stockholm. KS8DVD136. 2008. (Svenska kultklassiker)